# Nichollsia menoni
Nichollsia menoni là một loài chân đều trong họ Hypsimetopidae. Loài này được Tiwari miêu tả khoa học năm 1958.